# Sena Igarashi
Sena Igarashi (japanisch 五十嵐 聖己 Igarashi Sena; * 13. April 2002 in der Präfektur Fukushima) ist ein japanischer Fußballspieler.

## Karriere
Sena Igarashi erlernte das Fußballspielen in der Schulmannschaft der Shoshi High School sowie in der Universitätsmannschaft der Toin University of Yokohama. Im Februar 2024 wechselte er zum Zweitligisten Iwaki FC. Sein Zweitligadebüt für den Zweitligisten aus Iwaki gab Sena Igarashi am 17. März 2024 (4. Spieltag) im Auswärtsspiel gegen Roasso Kumamoto. Bei dem 6:0-Auswärtserfolg stand er in der Startelf und spielte die kompletten 90 Minuten. In seiner ersten Profisaison bestritt er 34 Ligaspiele.